# Winrich von Kniprode

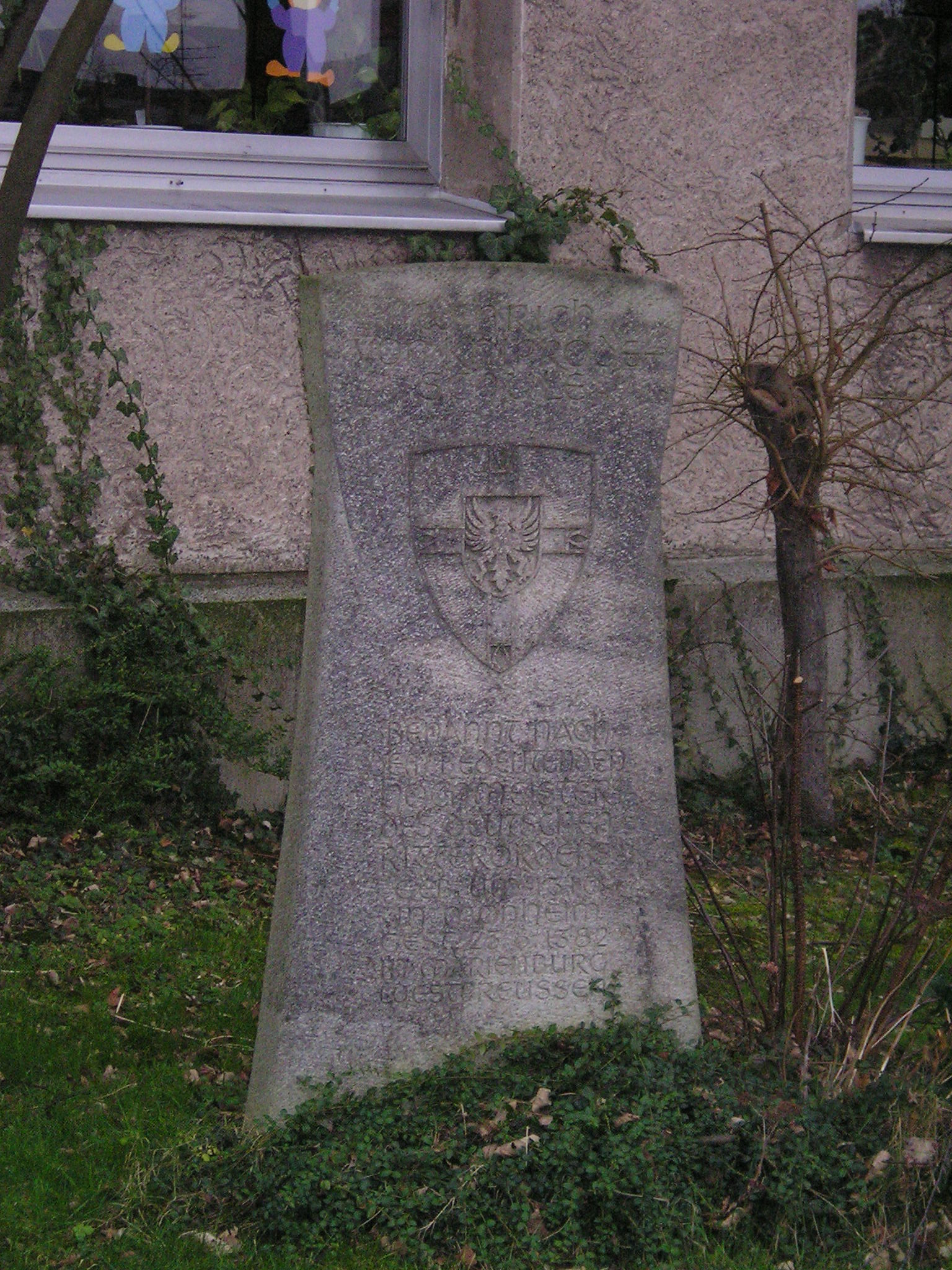
Cénotaphe de Winrich von Knirode à Monheim am Rhein.

Winrich von Kniprode (° vers 1310 dans les environs de Monheim am Rhein, † 24 juin 1382 près de Marienbourg) est le 22e grand maître de l’ordre Teutonique, charge qu'il exerce de 1351 à 1382. Son mandat coïncide avec l’âge d'or de la chevalerie et l’apogée de l’État teutonique.

## Biographie
Winrich von Kniprode est issu d'une famille de chevaliers rhénans. On ignore la date exacte de son admission dans l'Ordre, mais il est évoqué une première fois en 1334 comme adjoint du commissaire de Preussisch-Holland. En 1338, Winrich von Kniprode devient commandeur de Dantzig, puis 1342 commandeur de Balga (de). Sous le mandat du grand maître Ludolf König von Wattzau, il est promu en 1341 grand maréchal de l'Ordre et commandeur de Kœnigsberg.
Son prédécesseur, Heinrich Dusemer von Arfberg, le nomme en 1346 grand commandeur de l'ordre Teutonique. À ce titre, il combat aux côtés du grand maréchal Othon von Danfeld et repousse victorieusement par la bataille de la Strėva à l'hiver 1348 l’offensive du grand-duc de Lituanie Kęstutis au sud-est de Kaunas. 
Par suite de l'abdication d’Heinrich Dusemer, malade, Winrich von Kniprode est élu grand-maître de l'ordre le 14 septembre 1351. Il conservera cette charge jusqu'à sa mort en 1382 et exerce par là le plus long mandat à la tête des chevaliers teutoniques, lequel marque aussi l’apogée de l’État teutonique. Dans la tradition des Croisades, la noblesse allemande de ce temps part régulièrement en guerre contre les Lituaniens. Winrich parvint à subordonner les ambitions individuelles des seigneurs rhénans au service de l’ordre Teutonique. parvenant même à s'imposer à l'occasion comme négociateur entre les seigneurs lituaniens (par ex. lors du traité de Dovydiškės (en) de mai 1380, où il soutient les revendications du grand-duc Jogaila, le futur roi de Pologne Ladislas II, contre son oncle et rival Kęstutis).
Il modernise l'administration de l’État teutonique et encourage le commerce en dotant l'Ordre d'une organisation commerciale inédite, à la tête de laquelle office un haut commis, interlocuteur exclusif de la Hanse, qui par son statut de seigneur endosse en son nom propre les droits acquis comme le monopole de l’ambre, qui s'avère fort lucratif. La germanisation de la vallée de la Vistule et le défrichement du « Sassenland » (cette forêt primaire de conifères qui sépare les terres de l'Ordre du grand-duché de Lituanie) sont méthodiquement poursuivis. L'élevage des moutons, l'apiculture et la viticulture connaissent une expansion remarquable. Les prêteurs sur gage se voient imposer une diminution du taux d’usure maximum, de 12,5 % à 10 %. Parallèlement de nouvelles monnaies d'argent sont introduites
Au cours des croisades baltes menées contre la Lituanie, les chevaliers teutoniques, menés par le grand maréchal Henning Schindekopf (de), infligent à leurs ennemis une défaite décisive à la bataille de Rudau (en) (au nord de Kœnigsberg), le 17 février 1370.
Sous le règne de Winrich von Kniprode, l’exercice du pouvoir temporel connait une faveur croissante chez les chevaliers teutoniques. Winrich tente de s'y opposer en imposant la rotation des charges intermédiaires et supérieures au sein de l'Ordre, en instaurant une plus grande transparence dans les nominations et en dépêchant des tournées d'inspections dans les commanderies isolées. Des mesures disciplinaires sont prises pour rappeler à leurs vœux les chevaliers, comme l'adoption d'un uniforme plus dépouillé en réaction aux extravagances vestimentaires de certains dignitaires. Les milices bourgeoises bénéficient d'un entraînement systématique. Quelques écoles voient le jour, ainsi qu'un séminaire destiné à la formation supérieure des dignitaires de l'Ordre à Marienbourg.
En 1366, Kniprode, en tant que premier commandeur de Marienbourg apporte sa voix au candidat au trône de Pologne Casimir III. Il seconde la Hanse dans sa lutte contre les Danois, qui se conclut victorieusement par le traité de Stralsund. Il poursuit la construction du Mittelschloss de Marienbourg et fait édifier les remparts de la ville.
Winrich von Kniprode meurt le 24 juin 1382 . Il est inhumé dans la chapelle Sainte-Anne de la forteresse teutonique de Marienbourg.

## Postérité
Par sa longévité, ainsi que par la prospérité économique et la stabilité militaire qui ont marqué son règne, Winrich von Kniprode demeure, avec Hermann von Salza, le grand maître de l'ordre Teutonique le plus illustre. Dans les années 1930, un vapeur fut baptisé d'après son nom. Plusieurs grandes villes d'Allemagne lui ont dédié une rue, comme Wilhelmshaven ou le quartier berlinois de Prenzlauer Berg. À Monheim am Rhein, une école catholique porte son nom.